# ديفيد بيترز (لاعب بوكر)
ديفيد بيترز (بالإنجليزية: David Peters)‏ هو لاعب بوكر أمريكي، ولد في 16 أبريل 1987 في توليدو في الولايات المتحدة.